# Alexis Saint-Martin
Pour les articles homonymes, voir Saint-Martin.
Alexis Martin dit Alexis Saint-Martin, né le 8 octobre 1723 à Luxeuil (Haute-Saône), mort dans sa ville natale le 20 septembre 1816, est un général de brigade de la Révolution française.

## États de service
Il entre en service le 22 février 1742, comme soldat au régiment de Tournaisis, et il fait les campagnes de 1742 et 1743 en Bohême. En novembre 1742, il assiste au siège de Prague, et de 1745 à 1748, il est en Italie, où il est blessé au cou le 16 juin 1746, à la bataille de Plaisance. Il devient sergent le 2 mars 1748.
De 1757 à 1762, il participe à la guerre en Hanovre, et il est nommé sous-lieutenant de grenadiers le 7 décembre 1760. Blessé d'un coup de feu à l'épaule en 1761, il devient manchot du bras droit et obtient le rang de capitaine le 2 mars 1773. Incorporé au régiment Royal-Italien le 26 avril 1775, il passe premier lieutenant de grenadiers le 25 mars 1776, capitaine en second le 8 avril 1779, et il est fait chevalier de Saint-Louis le 13 novembre 1779. Capitaine commandant le 1er juillet 1787, il obtient une pension de retraite de 1 400 livres le 3 février 1788.
Le 28 novembre 1791, il reprend du service, comme lieutenant-colonel au 2e bataillon de volontaires des Hautes-Alpes, et il est employé à l'armée de Belgique en 1792. En décembre de la même année, il commande le château de Namur, et il est nommé adjudant-général chef de bataillon le 31 mai 1793. Affecté à l'armée du Nord le 31 mai 1793, il est promu général de brigade le 30 juillet suivant à la division de Maubeuge. le 20 octobre 1793, il commande Maubeuge et il est admis à la retraite le 28 janvier 1794.
Remis en activité le 18 juillet 1796, il prend le commandement de Luxeuil, et il est réformé le 1er novembre 1796. Il est admis à la retraite le 28 mars 1801, avec une pension de 4 000 francs.

## Sources
- (en) « Generals Who Served in the French Army during the Period 1789 - 1814: Eberle to Exelmans »
- Étienne Charavay, Correspondance général de Carnot, tome 3, imprimerie Nationale, 1897, p. 14.
- (pl) « Napoléon.org.pl »
- Georges Six, Dictionnaire biographique des généraux & amiraux français de la Révolution et de l'Empire (1792-1814), Paris : Librairie G. Saffroy, 1934, 2 vol., p. 415-416